# اشتباه (فلم)
اشتباه فيلم دراما وتشويق وإثارة للمخرج علاء كريم  الذي قام أيضا بكتابة القصة والسيناريو والحوار بمساعدة محمد عزيز عام 1991. الفيلم من بطولة نجلاء فتحي وصلاح قابيل ومحمد منير  وتدور الأحداث حول طالبة جامعية تحب زميلاً لها وعندما تتم خطبتها على شخص غيره، يقرر الانتقام بنشر شريط فيديو جنسي لحبيبته.
صدر الفيلم إلى دور العرض المصرية في 12 أغسطس 1991.
منح موقع قاعدة بيانات الأفلام على الإنترنت (IMDB) الفيلم درجة 5.4/ 10.
منح موقع قاعدة بيانات الأفلام العربية «السينما.كوم» الفيلم درجة 5.9/ 10.

## طاقم التمثيل
نجلاء فتحي: في دور نادية فهمي
محمد منير: في دور مدحت كامل
صلاح قابيل: في دور العقيد رؤوف عبد الهادي (ضابط مكافحة الآداب)
سعاد نصر: في دور محاسن (صديقة نادية)
أحمد عبد الوارث: في دور حسين (زوج نادية)
عبد الله محمود: في دور عصام فهمي (شقيق نادية)
محمد توفيق: في دور والد نادية
إحسان القلعاوي: في دور والدة نادية
علا رامي: في دور نيفين
سمير وحيد: في دور المقدم نبيل جابر
عادل عمار: في دور ضابط مباحث آداب
يسري مصطفى: في دور عامر العمدة
شوشو أحمد: في دور شوشو (الراقصة)
عهدي صادق: في دور الصحفي
بالاشتراك مع: علاء ولي الدين - يوسف عيد - علاء مرسي -  أيمن عزب - رفعت المصري - محمود علوان - عمرو هاشم - عزت إبراهيم - صفوت صبحي - أنور عبد الهادي - محمد مطر - عصام أحمد - مروة ممدوح - محمد السكري - الطفل (هاني العشماوي).
ضيوف الفيلم: خيري بشارة - سيد عبد الكريم - ميرفت كاظم.

## أغاني الفيلم
أغنية مزامير: كلمات عبدالرحيم منصور - لحن هاني شنودة - غناء محمد منير
يا حبيبة: كلمات عبد الرحمن الأبنودي - لحن منير الوسيمي - غناء محمد منير
فين السعادة: كلمات عبد الرحمن الأبنودي - لحن منير الوسيمي - غناء محمد منير

## أحداث الفيلم
تتعرف الفتاة الجامعية نادية (نجلاء فتحي) على زميلها في الجامعة مدحت (محمد منير) الذي يهوى تصوير الفيديو، تنشأ بينهما قصة حب عنيفة. يقوم مدحت بتصوير حبيبته نادية في أغلب لقاءاتهما. تتوالى الأحداث ويفرق بينهما القدر فتتزوج نادية من حسين (أحمد عبد الوارث) وتنجب طفلتهما ويستاء مدحت ويقرر الانتقام منها بتداول أحد الأشرطة الذي صوره لها وإذا بوقوع هذا الشريط بأيدي الشرطة التي تلقي القبض على نادية بتهمة ممارسة الدعارة. يبدأ ضابط مكافحة الآداب العقيد رؤوف عبد الهادي (صلاح قابيل) والتحقيق بمساعدة المقدم نبيل جابر (سمير وحيد) وضابط مباحث الآداب (عادل عمار)، كما يحدث رد فعل من عائلة نادية وجيرانها وخاصة شقيقها عصام (عبد الله محمود) الذي يتعرض للكثير من المضايقات بالجامعة بسبب فضيحة شقيقته، كما يتعرض والدها (محمد توفيق) ووالدتها (إحسان القلعاوي)، كما تبدأ الصحافة في عرضها للقضية والتشهير بالأشخاص دون التأكد من ملابسات القضية كاملة لمجرد السبق الصحفي والإثارة الصحفية فقط. تظل الصديقة محاسن (سعاد نصر) مساندة لنادية بالرغم من شكها في سلوك صديقتها نادية إلا أنها كانت لها نعم الصديقه التي تشاركها محنتها. يفرج عن نادية وتجد الجميع يقاطعها ويحاول شقيقها عصام قتلها بينما تنهار والدتها. تحاول نادية الانتحار، ثم تقرر كشف سر الشرائط من مدحت، وتجده يصاحب فتاة تشبهها تماماً، وتبدأ الشرطة بمراقبة مدحت لتكتشف أنه قام بتحويل عشيقته شوشو (شوشو أحمد) إلى شخصية حبيبته نادية بمساعدة (باروكة) شعر مشابه لشعر نادية ووضع وجه بلاستيك صناعي يشبة أيضاً حبيبته. تصاب نادية بحالة انهيار عصبي أثناء محاولتها قتل نفسها أو من حولها تتضح لها الحقيقة.

## استقبال الفيلم
كتب مصطفى حمزة على موقع مصراوي: "يعد المخرج الراحل علاء كريم من أكثر المخرجين الذين لعبوا دورا محورياً في المشوار الفني للفنان "محمد منير"، إذ كان أول من قدمه إلى المخرج "يوسف شاهين". ورشحه للمشاركة في فيلم "حدوتة مصرية"، وكان أيضا وراء خروج أشهر أغاني منير "اتكلمي" للنور... ومع حلول الذكرى الخامسة عشر على رحيل المخرج علاء كريم، الذي توفي عن عمر يناهز 54 عاما، في 26 أكتوبر عام 2006 .... عام 1991 عند تقديم المخرج علاء كريم فيلمه الروائي الطويل الأول "اشتباه"، أسند بطولة الفيلم إلى صديقه الفنان محمد منير، مع الفنانة نجلاء فتحي، والفنان صلاح قابيل، والفنان الراحل عبد الله محمود، وقدم منير شخصية "مدحت"، وغنى في الفيلم أغنية "مزامير"، التي كانت قد سبق وطرحها في ألبومه "شيكولاته"، وكذلك أغنية "يا حبيبة"... الراحل علاء كريم تولى إخراج 6 أفلام طويلة منها: "85 جنايات"، "زنقة الستات"، "الجراج" الذي نال عنه جائزة المهرجان القومي للسينما، وآخر أفلامه "أول مرة تحب".
كتبت سارة درويش في صحيفة اليوم السابع: " قضية أخرى متعلقة بالشرف ناقشها أحد أفلام "نجلاء فتحى" وهو فيلم "اشتباه" الذي أنتج عام 1991 وفيه تلعب دور "نادية" التي تتخرج في الجامعة وتصبح شخصية ناجحة وزوجة، بينما يفشل أحد زملائها المعجبين بها في الجامعة ويسلك طريقًا مشبوهًا ويكسب ثروة من شرائط الفيديو الإباحية.
كتب موقع «السينما.كوم» وموقع «كاروهات»: «حالات الأشتباه وما تخلفه من عواقب رؤية جديدة قدمها المخرج الشاب علاء كريم لقضية هامة قد يكون تناولها أي مخرج أو كاتب من خلال الشاشة الفضية سابقا ولكنه قدمها بشكل مختلف تلك القضية ظلت لفترة طويلة محط أنظار الجميع قد يكون السبب جرأة الموضوع أو لعدم التمكن من عرضه بالصورة اللائقة وما يتطلبه من مشاهد يغلب عليه طابع الإثارة بشكل كبير....تلك القضية تبلورت في فكرة تقديم عمل فني عن ما يعرف بحالات الاشتباه بأقسام الشرطة وخاصة التي لها علاقة بتجارة الأفلام الإباحية وممارس الجنس... قدمها علاء من خلال فيلمه» اشتباه«... قصة الفيلم جريئة جدا لعرضها من خلال دراما سينمائية نجح علاء كريم في وضع سيناريو لها وشاركه محمد عزيز فيه حيث عرض ردود أفعال مختلفة لأشخاص عدة بالفيلم... ويأتي دور الفنان محمد منير الذي طرح بشكل كبير من خلال مشاهد تميز في أدائها قد تشعرك بالتعاطف معه في بعض الأحيان بأنه مريض نفسي نتيجة حبه الأبدي لزميلته نادية، كذلك استخدام خاصية الفلاش باك في عرض القصة وبداية تعارف مدحت ونادية خدمت بشكل كبير طبيعة الفيلم التي تميزت بالإثارة والتشويق وبالرغم من أن الفيلم لم يحتوي على أي مشاهد خارجة إلا أنه قدم القضية بشكل محترم وكامل لم يشبها أي نقص وكان من أهم المشاكل التي ناقشها سيناريو الفيلم أيضا مشكلة تزايد تجارة الأفلام الإباحية في مصر بتلك الفترة حتى أن أغلب التجار تحولوا بشكل كبير إلى تلك التجارة لمكسبها الكبير دون مراعاة ما تخلفه من عواقب جسيمة..الفيلم يستحق المشاهدة لما فيه من إسقاطات هامة لتلك القضية وتأثيرها على الأسرة المصرية».

## وصلات خارجية
- مقالات تستعمل روابط فنية بلا صلة مع ويكي بيانات
- اشتباه على الدهليز
- اشتباه على كاروهات

https://www.youtube.com/watch?v=RM3OpyBuX64 اشتباه (فيلم)
https://www.youtube.com/watch?v=C4cLwvk0mts اشتباه (فيلم)
https://www.youtube.com/watch?v=o4tI0Ih4Ets اشتباه (فيلم)